# Chad Collins
Chad Collins, né en janvier 1971 à Hamilton, est un homme politique canadien.
Il est député de la circonscription de Hamilton-Est—Stoney Creek à la Chambre des communes du Canada de 2021 à 2025 sous la bannière du Parti libéral du Canada.

## Biographie
Né en janvier 1971 à Hamilton, Chad Collins étudie à l'école secondaire Glendale, puis à l'Université Western Ontario et à l'Université McMaster,.

### Carrière politique
En juin 1995, à l'âge de 24 ans, il est élu au conseil municipal de la ville de Hamilton en Ontario. Le 12 août 2021, il est élu par acclamation comme candidat du Parti libéral du Canada dans la circonscription de Hamilton-Est—Stoney Creek à l'approche des élections que le premier ministre Justin Trudeau déclenche trois jours plus tard.
Lors des élections fédérales du 20 septembre 2021, il est élu député à la Chambre des communes du Canada avec 36,9 % des voix et une majorité de 4 424 voix sur son plus proche rival, le candidat conservateur Ned Kuruc. Il quitte alors son poste de conseiller municipal après 26 ans de service.
Quatre ans plus tard, lors des élections fédérales de 2025, il perd aux mains de son adversaire conservateur de 2021, Ned Kuruc.